# Sašo Komovec
Sašo (Aleksander) Komovec, slovenski smučarski skakalec, * 1. februar 1971.
Komovec je osvojil bronasto medaljo na ekipni tekmi svetovnega mladinskega prvenstva leta 1990 v mestu Štrbské Pleso. V svetovnem pokalu je debitiral 24. marca 1990 na poletih v Planici, ko je zasedel 40. mesto. Prvo uvrstitev med dobitnike točk je dosegel 31. januarja 1993, ko je zasedel 30. mesto na tekmi v Bad Mitterndorfu. 7. marca istega leta je bil še 25. v Lahtiju, svojo najboljšo uvrstitev pa je dosegel 28. marca istega leta, ko je bil na poletih v Planici deveti. To je bila tudi njegova zadnja uvrstitev med dobitnike točk, zadnjič pa je nastopil v svetovnem pokalu 30. decembra 1994, ko je v Oberstdorfu zasedel 51. mesto.
Je profesor geografije in sociologije ter pedagoški koordinator za športne oddelke na Gimnaziji Franceta Prešerna v Kranju. Je aktiven športni delavec in organizator tekmovanj v smučarskih skokih in nordijski kombinaciji kot vodja tekmovanj na kranjski skakalnici. Kot FIS sodnik in tehnični delegat sodeluje tudi na tekmovanjih najvišjega »ranga« doma in v tujini. 
Sodeloval tudi pri snovanju projekta Druga kariera pri Olimpijskem komiteju Slovenije in prispeval pomemben del pri nastajanju Državnega panožnega nordijskega centra (DPNC) v Kranju, ki združuje gimnazijo GFP, skakalnico na Bauhenku in dijaški dom, mladim slovenskim skakalcem, nordijskim kombinatorcem, tekačem in biatloncem pa omogoča doseganje vrhunskih rezultatov in izobrazbe.